# Hrastovec Toplički
Hrastovec Toplički je naselje u Republici Hrvatskoj, u sastavu Grada Varaždinskih Toplica, Varaždinska županija. 

## Stanovništvo
Prema popisu stanovništva iz 2001. godine, naselje je imalo 207 stanovnika te 62 obiteljskih kućanstava.
| broj stanovnika | 218   | 261   | 236   | 234   | 243   | 248   | 229   | 240   | 256   | 242   | 215   | 240   | 210   | 237   | 207   | 176   | 150   |
|                 | 1857. | 1869. | 1880. | 1890. | 1900. | 1910. | 1921. | 1931. | 1948. | 1953. | 1961. | 1971. | 1981. | 1991. | 2001. | 2011. | 2021. |

## Poznate osobe
- Željko Dvekar, hrvatski generali